# Девочка и дельфин
«Де́вочка и дельфи́н» — советский рисованный мультипликационный фильм, поэтический этюд о дружбе девочки и дельфина.
Мультфильм отличает глубокая степень романтики и нравственной чистоты. Использованы великолепное музыкальное оформление и песня, с высокой точностью отражающая смысл сюжета.

## Сюжет
Девочка играет с мячом на берегу моря. Неожиданно большая волна сбивает её с ног и, не умея плавать, она начинает тонуть. И тут появляется дельфин, который спасает девочку. Они подружились. Теперь девочка прибегает к морю, и дельфин учит её плавать. Наступает день, когда девочка начинает плавать совершенно потрясающе.
Однажды дельфина поймали люди и отвезли в дельфинарий, чтобы показывать его среди других пойманных дельфинов. Но дельфин остаётся совершенно безучастным к происходящему вокруг, потому что его стихия — море, и жить без него он не может. Тогда девочка ночью проникает в дельфинарий и, открыв решётки, помогает дельфину выбраться в открытое море.
Как ни грустно, но дельфину приходится уплыть из этих мест. И девочка, сидя на залитой светом заходящего солнца скале, вглядывается в море, вспоминая, как прекрасно они плавали вместе, и как чудесны и радостны были эти встречи...

## Песня
В мультфильме звучит песня, которая также является основной музыкальной темой фильма, «Говорят, дельфины говорят» в исполнении Ольги Рождественской.
Рождественская во время записи никак не могла найти тот вариант, который понравился бы Розалии Зельме. В конечном итоге Зельма сжалилась над девочкой и попросила её спеть так, как ей самой будет удобно. И именно этот вариант понравился Зельме и стал окончательной версией, звучащей в мультфильме.

## Создатели
| Автор сценария             | Л. Лось                                                                                                 |
| Режиссёр                   | Розалия Зельма                                                                                          |
| Художники-постановщики     | Татьяна Абалакина, Розалия Зельма                                                                       |
| Художники-мультипликаторы: | Владимир Вышегородцев, Владимир Спорыхин, Александр Левчик, Светлана Сичкарь, Н. Грачёва, Михаил Першин |
| Оператор                   | Владимир Милованов                                                                                      |
| Композитор                 | Эдуард Артемьев                                                                                         |
| Автор текста песни         | А. Кондратьев                                                                                           |
| Звукооператор              | Олег Соломонов                                                                                          |
| Над фильмом работали:      | Ирина Дегтярёва, Т. Грошева, Е. Лопатникова, Е. Зверева, Н. Дружинина                                   |
| Монтажёр                   | Любовь Георгиева                                                                                        |
| Редактор                   | Валерия Коновалова                                                                                      |
| Директор                   | Лидия Варенцова                                                                                         |

- Создатели приведены по титрам мультфильма.

## Влияние на культуру
В СССР были изданы календарики с изображением сюжета из мультфильма, а также набор из 7 цветных открыток «Девочка и дельфин» издательства «Бюро пропаганды советского киноискусства» (1980, по мультфильму «Девочка и дельфин»)[значимость факта?].